# Langue minoritaire
Une langue minoritaire est une langue parlée par des minorités linguistiques provinciales, nationales ou ethniques, dans un pays donné. Ne sont pas considérées comme langues minoritaires les langues issues de l'immigration ou les dialectes de la langue majoritaire. Elles sont également appelées langues minorisées, autochtones, indigènes, aborigène.

## Présentation
Dans certains pays, notamment dans la plupart des pays d'Europe (à l'exclusion de la France), mais aussi au Canada et dans l'Afrique du Sud d'après l'apartheid, des lois accordent une définition et un statut particuliers à de telles langues.
En France, elles sont généralement appelées langues régionales. La raison en est que la France reconnaît les régions, non les minorités, qui sont protégées par des textes internationaux émanant de l'ONU et de l'UNESCO concernant les minorités linguistiques et autres, et les droits de ces minorités.
On peut noter l'exemple de la reconnaissance officielle[évasif], bien que les statuts ne soient pas équivalents :
- du gallois, du cornique, du gaélique écossais au Royaume-Uni
- du galicien, du basque, du catalan, mais également de l'occitan (gascon aranais, au Val d'Aran) en Espagne
- du français et de l'anglais au Canada, grâce à la Loi sur les langues officielles et l'article 16 de la Charte canadienne des droits et libertés.
- du sorabe, du danois, du frison oriental, du frison septentrional, du bas-allemand (Plattdüütsch) et du romani en Allemagne
- du frison aux Pays-Bas
- du français, de l'espagnol, de l'hawaïen, du chamorro, du samoan et du carolinien aux États-Unis (cf. les Langues aux États-Unis versus le English-only movement).

## Recherche
La recherche sur les langues minoritaires utilise aujourd’hui des méthodes de la technologie informatique, par exemple Indigenous Tweets.